# ヴァイオリンソナタ第3番 (グリーグ)
ヴァイオリンソナタ第3番 ハ短調 作品45は、エドヴァルド・グリーグが作曲した3番目のヴァイオリンソナタである。3曲のヴァイオリンソナタの中では最も人気の高い作品である。

## 概要
1867年の第2番以降、グリーグはヴァイオリンソナタを作曲していなかったが、20年が経った1886年から1887年にかけて3番目のヴァイオリンソナタを作曲した。着手したきっかけとなったのは、イタリアのヴァイオリニスト、テレジーナ・トゥアがグリーグのベルゲン近郊の家庭を訪問したことだった。グリーグは彼女に演奏してもらうためにヴァイオリンソナタを作曲したといわれているが、結局1887年12月10日のライプツィヒにおける初演は、ロシア人のヴィルトゥオーソ、アドルフ・ブロツキーによって行われた。
グリーグのヴァイオリンソナタのうち最も人気の高い作品で、現在でも多く演奏されている。

## 構成
3楽章の構成で、演奏時間は約23分。
- 第1楽章 アレグロ・モルト・エド・アパッショナート
- 第2楽章 アレグレット・エスプレッシーヴォ・アラ・ロマンツァ―アレグロ・モルト
- 第3楽章 アレグロ・アニマート